# Saint-Laurent-Médoc

Saint-Laurent-Médoc este o comună în departamentul Gironde din sud-vestul Franței. În 2009 avea o populație de 4.054 de locuitori.

## Evoluția populației
| An        | 1975  | 1982  | 1990  | 1999  | 2006  | 2009  |
| --------- | ----- | ----- | ----- | ----- | ----- | ----- |
| Populație | 2.063 | 2.896 | 3.338 | 3.366 | 3.626 | 4.054 |